# CR戦国乙女
『CR戦国乙女』（シーアールせんごくおとめ）は、平和（パチスロは一部機種を除きオリンピア開発）が開発・販売しているデジパチタイプのパチンコ。2008年5月導入開始。
本稿ではこれを基にした漫画作品、またパチンコ、パチスロの各シリーズ機種についても解説する。

## 概要
歴史上、実在した日本の戦国時代の武将をモチーフにした登場人物が活躍する内容のデジパチ。
武将達は全て女性キャラクターとして登場し、名前は苗字が漢字で名前がカタカナで統一されている。また、オリジナルであるパチンコから派生したタイアップ作品として、『電撃大王』にて2009年3月号から2012年3月号まで漫画『〜百花繚乱〜 戦国乙女』が連載されていた。漫画版の設定やストーリー展開は『戦国乙女２』以降のパチンコ版に逆輸入される形で使われている。
キャラクターデザイン及び原画は、同人サークル・天城製鉄所が行っている。また、漫画版のオリジナルキャラクターの原案も担当している。漫画版の脚本・キャラクターデザインは白組、漫画はしなのゆらがそれぞれ担当している。
主題歌・大当り中の楽曲を各キャラクターの声優が担当している。千葉紗子や田村ゆかりなどが歌っており、着うたフルが平和の携帯サイトで配信されている。またサントラCDは2011年末頃より平和のECサイト及び携帯サイトで通販されているが、田村ゆかりの歌唱分はレコード会社間の契約関係上収録されていない。
2011年4月4日より、テレビ東京系にて本機を原作としたテレビアニメ『戦国乙女〜桃色パラドックス〜』が放送された。

## シリーズ機種

### CR戦国乙女2
2011年6月にシリーズ第2弾機種『CR戦国乙女2』が登場。新キャラクターが3人加わった他、平和としては初となる携帯電話との連動サービス・「打-WIN」（ダーウィン）を提供する。発売に先駆けて5月に東京の秋葉原にて戦国乙女ファン感謝イベントも開催された。
同年9月には、遊パチバージョンの『CR戦国乙女2 9AX』も登場した。

### CR戦国乙女3〜乱〜
2013年5月、シリーズ第3弾となる『CR戦国乙女3〜乱〜』が登場。シリーズを通して初となる大当たり確率約1/399のMAXタイプと、約1/299のミドルタイプの2スペックが用意され、どちらもミドル以上ではシリーズ初となる回数切り確変（ST）となっている。
演出面ではCR戦国乙女2で登場した新武将が図柄に組み込まれたほか、新たな敵としてカシン居士が登場。
同年9月には、遊パチバージョン『CR戦国乙女3 9AW1』も登場。こちらには平和公式サイトの人気投票で１位を獲得したイエヤスが大きくデザインされた“痛筐体”が採用されている。イエヤス以外の乙女たちも筐体全面にデフォルメされたイラストで描かれている。

### パチスロ戦国乙女〜剣戟に舞う白き剣聖〜
シリーズ初のパチスロ。2013年８月に登場。製作はスロット版の麻雀物語シリーズや南国育ちシリーズを手掛けるオリンピア。
足利ヨシテルの初登場作品で、ストーリーは「乙女たちによる榛名の争奪戦が始まる少し前」と説明されており、時間軸としては最も古い話となる。
敵キャラとしてシリーズ初の男性武将である松永弾正久秀が登場した。また明言されてはいないものの「魔獣を創り出した呪術師」という『戦国乙女３』に登場したカシンの存在を匂わせる部分がある。

### パチスロ戦国乙女〜剣戟に舞う白き剣聖〜西国参戦編
2014年4月登場。上記の機種にパチンコ版『2』の新武将3人を加え、一部の演出とスペックを変更したバージョン。

### パチスロ戦国乙女2〜深淵に輝く気高き将星〜
2016年１月登場。新武将として立花ドウセツ、細川ユウサイが加入。前作のエンディングでヨシテルと松永の闘いに決着がついたところからストーリーが始まる。

### CR戦国乙女〜花〜
2017年1月登場のシリーズ第4弾。パチンコではおよそ3年半ぶりの新作となった。新基準が採用になってから初めてリリースされた機種で、大当たり確率約1/319、確変割合65%のループ型となっている。演出面では新武将として前田トシイエ、千リキュウ、小早川ヒデアキの３人とスロット版から足利ヨシテルと立花ドウセツが加入。確変モードでは武将3人1組の合戦「天下統一BATTLE」が繰り広げられる。
戦いの舞台がいままでに展開されてきたストーリーの軸から外れた特別なものになっており、公式では「卑弥呼の持つ神器“八咫鏡”に映し出された夢か現かも分からない時の歪の中」と説明されている。
平和はこの台から、『CRルパン三世～I'm a super hero～』で使用された専用筐体「SUPER HERO」をモチーフにした新筐体「王者」を採用している。
同年5月より遊パチバージョンが登場した。

### パチスロ戦国乙女 Type-A
2017年8月より登場した、シリーズ初のAタイプ機。これまでの作品と異なり、純粋にボーナスでメダルを増やしていく。検定通過名は「戦国乙女Type-A/D5」。
通常時は、バトルにより当否を判別する「乙女アタックモード〜バトルジャッジ〜」、リール左右の乙女ランプ及びその色でチャンスを告知する「乙女ランプモード〜チャンス告知〜」、カットインが発生すれば問答無用でボーナスが確定する「萌えカットインモード〜完全告知〜」、前述の3つのどれが来るか分からない「ミックスモード〜演出混合告知〜」の4モードがある。告知モードは上下ボタンで選択可。方向キーの左もしくは右を長押しすることで「レア役完全告知」「告知無し」の隠しモードも選択できる。
ビッグボーナス時は、これまでの戦国乙女シリーズからの楽曲に加え新曲がプラスされた全23曲を随時切り替えて楽しめる。それぞれのボーナスに攻略要素が有り、ビッグボーナス時は予告音発生時に逆押しで最後に白7をビタ押しで狙って成功すれば最高311枚獲得。終了後は、30ゲームのRT（リプレイタイム）に突入する。レギュラーボーナス時は紋章と白7をビタ押しで狙い、ビタ押し成功回数によって終了後に発生することがある萌えカットインで設定示唆を行っている。

### 乙女マスターズ 空を翔る白き軌跡
2018年2月から稼動を開始したA+RT機（5.9号機）。検定通過名は「乙女マスターズ空を翔る白き軌跡/S1」。これまでの作品との繋がりは全く無く、ゴルフをモチーフにしたパラレルワールドになっている。パチスロの前作（Type-A）と異なり、ストック型のRTでボーナスを待ちながら3種のボーナス（状態に応じてボーナス名とRTストック性能が変化）で増やしていくゲーム性に変わっている。ボーナスとRTの合算確率は設定1でも1/108、6では1/88.1（いずれも公式ホームページ及びパンフレット発表値）と軽め。

### CR戦国乙女5〜10th Anniversary〜
2018年8月から稼動を開始したパチンコ第5弾。名前の通り乙女シリーズ10周年記念作品でもある。打-WIN上で行われたアンケートで人気が高かった過去作の演出を復刻搭載、大当たり確率約1/319.6（高確率時は1/124.5）、ST継続率は64%（RUSH中のST継続率と引き戻し率がそれぞれ80%）、電サポ中の16R大当たりは約2400個の「お宝リンクシステム」を搭載している。また、外装は通常の物に加えて戦国乙女総選挙での結果を基にしたキャラクター機種パネルバージョンが追加されている。2019年7月にはシリーズ初の設定搭載機版（1/219～1/184ver.、通称P版）、2020年3月には大当たり確率が1/99.9の甘デジ版（P戦国乙女5 甘デジ）も登場した。

### パチスロ戦国乙女 TYPE-A+
2018年11月から稼動を開始したパチスロ5.9号機（A+RT）。検定通過名は「戦国乙女Type-A+/D4」。同社の「不二子 TYPE A+」に次ぐTYPE A+機第2弾で、同機種同様運とテクニックで400枚オーバー獲得を目指す。モードは、前作同様通常4と隠し2の計6つのモードから選べ、それぞれ「乙女アタック」「告知音」「予告音無し」「完全告知」、隠しが「MIX」「告知無し」。
ボーナスも2タイプから3タイプ（真乙女・乙女・レギュラー）に増え、最上位の真乙女ボーナス（バー揃い）では、目押し無しで最大獲得枚数の416枚を獲得し、かつRT100ゲームに突入する。乙女ボーナス（ビッグ）は、予告音発生時に逆押しで紋章の下にある白7を枠内に目押しして、400枚越えを目指す。終了後はRT30ゲーム。

### P戦国乙女6〜暁の関ヶ原〜
2020年10月から稼動を開始したパチンコ第6弾。アムテックス製造。シリーズ初のライトミドル1種2種混合タイプ。「乙女史上最大級の大革新」のキャッチコピーの通り、新筐体「BLAST」を採用し、風や振動が発生する新レバーデバイス「ブラストギア」及び「裸眼3D液晶」で演出の幅が大きく広がった。電サポ71回の「天下分け目の関ヶ原RUSH」継続率は公式発表値で約80%にも関わらず、RUSH中の1500発比率は75%となっている。また、平和系のパチンコでは初めての遊タイム搭載機で、666ゲーム消化で171ゲームの電サポ「突RUSH」に突入する。2021年6月には、大当たり確率を1/99に上げ、遊タイム発動ゲーム数を777ゲーム消化後に変更した「P戦国乙女6〜暁の関ヶ原〜 甘デジ」が発売された。

### パチスロ戦国乙女3 〜天剣を継ぐもの〜
2021年1月から稼動を開始したパチスロ6号機（AT）。8.5枚/GのAT「天剣乱舞」で出玉を稼ぐ、差枚数管理型。新キャラクターとして宮本ムサシが登場。今作では、ヨシテル亡き後の世界を描く。本作では発売がオリンピアではなく平和になっている。

### パチスロ戦国乙女 暁の関ヶ原-DARKNESS-
2021年11月から稼動を開始したパチスロ6.2号機（AT）。検定通過名は「S戦国乙女暁の関ヶ原L7」。本作も発売が平和になっている。液晶の数字が揃えばAT確定となり、色と押し順指示に従ってメダルを増やしていくゲーム性となっている。

### P戦国乙女 LEGEND BATTLE
2022年7月から稼動を開始したパチンコ第7弾。検定通過名は「P戦国乙女レジェンドバトルM2AZ1Y」。アムテックス製造。ライトミドル1種2種混合タイプ。トータル継続率約81%の「レジェンドバトル」で出玉を伸ばしていくタイプ。遊タイム突入等で発動する図柄揃い当たりまで電サポが続く「レジェンドバトル∞（インフィニティ）」もある。この機種を持って、2011年から続いた打-WINはサービス終了となった。

### L戦国乙女4 戦乱に閃く炯眼の軍師
2023年9月から稼動を開始したパチスロ6.5号機（AT）で、シリーズ初の「スマスロ」。ボーナスを経由してAT「強カワRUSH」を目指すという、初代パチスロを踏襲したゲーム性となっている。通常のATは純増2.5枚だが、ヨシテル参戦で移行する純増5.0枚の上位AT「真強カワRUSH」を搭載。新キャラクターとして“炯眼の軍師”こと山本カンスケが参戦する。

### P戦国乙女7〜終焉の関ヶ原〜
2025年1月から稼働開始したパチンコ。初当たり確率は約1/399。初当たりは強カワチャージ、乙女ボーナス、図柄揃いの3種類があり、強カワチャージは約280発の獲得のみ。乙女ボーナスは約280発の獲得から時短50回転に突入。図柄揃いからは約3000発の獲得とラッキートリガー（LT）チャレンジが発生する。時短中に大当たりするかLTチャレンジに成功すると継続率77%のST140回転に突入する。ST中はすべての大当たりが1回につき約2000発の獲得となり、さらに25%の確率で出玉の上乗せが発生する状態となる。ナンバリングタイトルとしては初めて新規のキャラクターが登場しない。

## あらすじ
パチンコ
日本であって日本でない戦国時代での物語。この世界では女性が中心となって戦う乱世の世。名立たる戦国武将達は天下統一への近道のためあるものを探し求めていた。それを得た者は天下の覇権を握ることができると伝えられる伝説の勾玉「榛名」。一騎当千の猛将達は熾烈な争奪戦を繰り広げていた。そして人々は美しくも屈強な彼女達をこう呼んだ、「戦国乙女」と…。
漫画版
この国の創世期。あらゆる事象を予言する力「刻読の眼（ときよみのめ）」を用い、世を治めた初代女王・卑弥呼。彼女は自らが没する直前、その先見（さきみ）の力を勾玉に封じ「榛名」と名づけ何処かに封納した。しかし時の流れとともに「榛名」の存在は風化し、もはや伝承にも満たぬものへとなっていく……。時は戦国の世。卑弥呼の力の系譜かそれぞれが一騎当千の力を持った女性武将たちがこの国に現れ、乱世を駆け抜けていた。そんな美しくも屈強な彼女たちを人々はこう呼んだ。「戦国乙女」と。

## 登場人物

### 戦国乙女
豊臣ヒデヨシ
声 - 新名彩乃
1図柄　身長：145cm　好物：おにぎり　趣味：木登り　必殺技：天翔槌打岩撃（てんしょうついだがんげき）
小柄な体型からは想像も出来ない怪力の持ち主で、巨大なひょうたん型のハンマーを軽々と振り回し邪魔するものを粉砕する。やんちゃで子供っぽく天真爛漫かつ好奇心旺盛な乙女。明るい性格のため、設定画の段階から豊富な表情が作成されていた。
SDキャラ時には、ひょうたんハンマーに「じぇのさいど」と書かれている。一人称は「あたし」。
漫画版
ノブナガと共に主役級の扱いで、榛名の守人の一族の出で幼少の頃は尾張にある山奥の村で生活を送っていたが、ムラサメとその部下の襲撃を受けて両親を亡くしている。その際にノブナガに命を助けられて以来、「お館さま」と呼び行動を共にする。ノブナガの家臣となってからはひょうたんハンマーを持ち戦場に立つようになったが、戦場の恐怖から戦うことが出来ずノブナガを困らせていた。また今でも仲間や他人が戦で死んでいくことに慣れておらず、困っている人もほっておけない性格をしている。心底ノブナガに惚れこんでおり、感情的になってノブナガに反発した際も後々激しく後悔していた。ノブナガの天下統一と争いの無い天下泰平の世を夢見て、両親が守ろうとした榛名をノブナガの天下統一の役に立ててほしいと榛名を探し求めている。
上杉ケンシン
声 - 植田佳奈
2図柄　身長：175cm　好物：山菜　趣味：修行　必殺技：雷光連撃槍（らいこうれんげきそう）
何事にも常にポーカーフェイスでマサムネ同様、クールに見られる乙女。普段は物静かだが胸に秘めた熱い想いを見せる情熱派で信心深い性格の持ち主でもある。中央に家紋でもある「毘」と書かれた鉢巻きを巻く。長槍の使い手で、その連続攻撃は正確無比。本機最大の予告、萌えカットイン予告が他の乙女達よりも注目される。広告でも銀玉に埋もれるセクシーな姿が見られる。
SDキャラ時には、鉢巻の「毘」が「び」となっている。
漫画版
越後の龍の二つ名で呼ばれ、シンゲンとは幾度となく合戦を繰り広げる宿命のライバル関係にある。しかし、本当はシンゲンを信頼しており、ムラサメとの対決の際には息の合った攻撃を繰り出している。言葉遣いはクールながらも女性的なもので、口数自体も多い。
徳川イエヤス
声 - 千葉紗子
3図柄　身長：153cm　好物：金平糖　趣味：日向ぼっこ　必殺技：光魔葵ノ陣（こうまあおいのじん）
徳川の家紋を付けた錫杖を武器にする魔法少女。口数が少なく無表情で人見知りも多い恥ずかしがり屋。マイペースな性格をしている。見た目に反して大食いでありヒデヨシとまんぜう（饅頭）の大食いを競うというシーンも存在する。無限の魔力から発動される魔法は攻撃力が高く、相手の攻撃から身を守る防御技としての転用も可能。榛名にまつわる秘密を握っているようだが、本人はあまり気づいていない。謎の多い人物ではある。
SDキャラ時には、武器の錫杖の家紋の部分がひらがなの「と」になり、腰のリボンも大きくなっている。草稿の段階では長めの日本刀を武器にしていた。
漫画版
今川家に身を寄せている。ヨシモトのことを「お姉さま」と呼び慕っているようだが、彼女からの行き過ぎた愛情には少々困惑気味。時折、何者かに取り憑かれたかの様な様子で、普段使用する魔法とは異なる不思議な力を使う場面が見受けられる。
今川ヨシモト
声 - 山本麻里安
4図柄　身長：168cm　好物：和菓子　趣味：舞　必殺技：烈風真空波（れっぷうしんくうは）、非情の短剣（ひじょうのたんけん）
弓矢を武器とする良家育ちの清楚なお嬢様。公家と陰陽師と甲冑をミックスした衣装を身にまとい全体が緑と白色で統一されている。お嬢様育ち特有の丁寧な言葉遣いでプライドが高く高飛車な一面を見せる。自分のスタイルに自信がありひけらかすことも。近距離戦や乙女アタックでは非情の短剣（花嫁修業で習ったドス）を使用する。非情の短剣という名前はノブナガの必殺技を捩ったもので、『CR戦国乙女3』以降では乙女アタックの必殺技名として公式に採用されている。設定画の段階では二つの扇子を手にしていた。一人称は「わたくし」。
漫画版
ノブナガから「お嬢」と呼ばれており、度々合戦を繰り広げる間柄。自身もノブナガたちを「野蛮な人」と称していたが、榛名を探す旅に同行してからは一緒に遊ぼうとするなど、それなりに仲良くやっている。イエヤスを妹のようにかわいがっており、溺愛するあまり暴走することも少なくないが、物静かな彼女の意思を察し尊重する面もある。必殺技の「烈風真空波」にイエヤスが魔法をかけることで、「烈風翠嵐 鏃光波」という合体技が発動する。コスプレや着せ替え（ファッションショー）が趣味で、この設定は『CR戦国乙女2』以降の原作やアニメ版に逆輸入された。
武田シンゲン
声 - 高橋美佳子
5図柄　身長：169cm　好物：肉　趣味：暴飲暴食　必殺技：炎竜軍配撃（えんりゅうぐんばいげき）
足もとに届くほどに長い髪と、両頬にある十字の傷が特徴。また、武田信玄が本来被っていた兜に酷似した兜を被る。手にした風林火山の軍配を使って炎をまとった竜巻を起こすことができる。性格は猪突猛進タイプで、細かいことにはこだわらず感情的で乱暴な面が見られる。しかし情に厚く家臣に優しい面もあって、部下からの信頼も厚い。細身ではあるが暴飲暴食を趣味とする。萌えカットインではその大食い振りが確認できる。一人称は「俺」。
漫画版
甲斐の虎と呼ばれ、ケンシンと互角の戦いを演じるライバル関係にあり、最高の喧嘩相手と思っている。彼女にとってはケンシンとの戦いはライフワークとして楽しんでいる。また、過去の縁からノブナガと協力関係にあり、目的を同じくして榛名が隠されている封印の塔を独自に探しているが、榛名自体がどのようなものなのかは詳しくは知っていない様子。単行本のおまけ漫画ではケンシンと共に出番の少なさを嘆く様子が描かれており、このやり取りは『CR戦国乙女3』のセリフ演出に使われている。
伊達マサムネ
声 - 中原麻衣
6図柄　身長：162cm　好物：魚介類　趣味：料理　必殺技：双竜連斬（そうりゅうれんざん）
どのリーチも信頼度が高からず低からずため大当たりに絡みやすいキャラ。彼女の乙女ロングリーチ発展時に役物稼働とSEのズレが発生した場合、ハズレ確定となる現象が起こる。
本来の伊達政宗同様、右眼に眼帯を着けて額に三日月模った兜を被る独眼竜の乙女。青竜刀に似た双剣を優美に操る二刀流の使い手。沈着冷静な性格と戦闘スタイルではあるが、情にもろく心優しい性格をしており料理が得意という家庭的な面もある。実はツンデレな性格という設定がある。料理に関しては得に魚料理が得意。設定画ではかなり露出が少ない鎧を身に着けていた。
漫画版
ムラサメの策により窮地に陥ったヒデヨシを助けている。また、過去にオウガイに敗れ、右目を潰された因縁があり、ヒデヨシを助けた際、ムラサメにその居場所を問い詰めていた。その後、再登場時にオウガイに雪辱戦を挑むが再び敗北する。ヒデヨシからは伊達っちと呼ばれ懐かれている。オウガイとの因縁の設定は原作にも逆輸入されている。
織田ノブナガ
声 - 田村ゆかり、小松未可子（『乙女マスターズ』以降）
7図柄　身長：175cm　好物：酒　趣味：お風呂　必殺技：非情ノ大剣（ひじょうのたいけん）
本機の主役的扱いのキャラクター。戦国乙女のロゴマークにノブナガの目元が確認できる。ノブナガの武器となる大剣が本機の画面右側の役物として採用されている。他の乙女達よりもリーチの信頼度が高く、封印の塔リーチは発展した時点で大当たり確定となる。そのためリーチになること自体が少ない。
漆黒の鎧（所謂、ビキニアーマー）に内側が赤色・外側が黒色のマントを身に纏う乙女。いかなる時もキセルを銜えているほどのたばこ好きで、天下布武と大きく書かれた大剣を武器に次々と敵をなぎ払う。気が短く物事をあまり深く考えず、相手を力でねじ伏せようとする荒くれ者。大胆不敵かつ面倒くさがり屋。基本的にはお気楽な性格をしているが、がさつで乱暴な面が目立つため、周りから近寄りがたいと思われることが多い。喋る時に語尾に「〜じゃ」を付ける癖がある。一人称は「ワシ」。
漫画版
天下統一を目的として旅を続けている。榛名を手に入れようとしているが、その力を使役するつもりはなく、自分やヒデヨシ以外のつまらない者の手に渡ること、榛名を使って自分の天下統一の邪魔されることが気に入らないだけであり、己の力で天下統一を目指している。榛名は南蛮の逸品と一緒に飾るつもりでいる。あまり態度に見せることは無く普段は「サル」と呼んでいるが一番の家臣としてヒデヨシをとても大事にしている。
明智ミツヒデ
声 - 釘宮理恵
8図柄、身長：163cm　好物：お茶　趣味：読書　必殺技：朱雀剛爆砕（すざくごうばくさい）
ショートリーチの信頼度が乙女一、高い。そのため彼女の場合、ロングリーチへ発展する方が多い。
無数の特殊くないを武器に遠距離から敵を殲滅する乙女。丸眼鏡を掛け、その風貌や雰囲気からも知的な面がうかがえ、実際に智略と策略で物事を計算どおりに進める知将である。目的のためには手段を選ばない冷酷な一面やニヒルな面もあり、自意識過剰で口が悪い。設定画の段階ではスピアやレイピアに似た武器を手にしている。
漫画版
足利義昭の配下だったが、榛名を手に入れることを目的としてノブナガのもとに使者として赴き、そのまま行動を共にすることになる。ノブナガから義昭の事を慕っている節をからかわれたりする。ヒデヨシからは、「ミッチー」と呼ばれたり、おっぱいが大きいと憧れのまなざしを受けたりと親しまれている。実は絵が下手で他乙女の絵を描いた時も皆おかめ顔になっていた。

### 敵武将
室生オウガイ
声 - 長谷川静香
身長：200cm　好物：ちゃんこ鍋　趣味：不明　必殺技：極王斬（ごくおうざん）
女性でありながら男性以上のたくましい体格を持つ「巨漢」。右目周りに刺青がある。斬馬刀を武器とする。榛名を手に入れて無双の存在になることを目的に足利義昭の後見人として将軍家を利用している。『CR戦国乙女3』にはオウガイが主役のST「オウガイ無双モード」があり（甘デジは非搭載）、ここでしか見られないリーチ演出もある。
漫画版
足利義昭の後見人。野心家で将軍も含め相手を全て呼び捨てにする。マサムネを隻眼にした張本人でもあり、その強さは漫画版でも変わらず。ノブナガと互角以上の戦いを繰り広げる。榛名を求め封印の塔に向かう乙女武将を一網打尽にしようと企む。
斉藤ムラサメ
声 - 結城アイラ
身長：170cm　好物：洋酒　趣味：不明　必殺技：神威霜天結晶（かむいそうてんけっしょう）
チャイナドレスの上に甲冑を装着した装いをする女剣士。柄にも刃を取り付けた双刃刀を使用する。冷酷でプライドが高く挑発的な態度やしぐさを取ることが多い。
漫画版
毛利輝元の命により榛名を探し暗躍を続ける。かつて榛名捜索時にヒデヨシの両親を襲撃、殺害している。利害関係の一致からオウガイとは協力関係にある。シンゲンからはエロねーちゃん呼ばわりされている。
相田コタロウ
声 - 野村香菜子 （萩野春奈子 初代「CR戦国乙女」のみ）
身長：146cm　好物：牛乳　趣味：不明　必殺技：気合の一撃（きあいのいちげき）
幼い少年にも見える風貌や名前から男性にも見えるが、れっきとした女性。自分を「僕」と呼ぶぼくっ子。強がりで頑張り屋さん。責任感があり、まじめだがいつも報われない。足利家に仕える武将であるが、オウガイのパシリとしてこき使われている。一般的な野太刀を武器に戦う。
漫画版
足利軍の雑兵の一人としてゲスト扱いで出てくる。このため、自己紹介を含め名前が出ておらず、榛名の争奪戦にも直接関わることはない。
シロ
書状予告や乙女アタックに登場する兜を被った白い犬。骨を武器に戦う。出現した時点で大当たりが確定するプレミアキャラ。『パチスロ戦国乙女2〜深淵に輝く気高き将星〜』からデザインが一新され、被り物も兜からヘルメットになった。設定上では新デザインが真の姿とされている。
漫画版
1話ごとに必ずどこかに描かれている（『電撃大王』連載時には何話か描き忘れられ、コミック版で加筆されている）。

### CR戦国乙女2に登場するキャラクター
大友ソウリン
声 - 加藤英美里
9図柄（CR戦国乙女3のみ）身長：140cm　好物：カステラ　趣味：不明　必殺技：弩・佛狼機砲（ドン・フランキーほう）、神慈裂鋼尖（しんじれっこうせん）
新しいもの好きなシスター風の格好をしたキリシタン大名で、腋やへそを露出している。普段は清楚でおしとやかな性格だが、自身の身の丈ほどある大砲「弩・佛狼機砲」を手に持つと性格と口調が変わり、辺り構わず撃ちまくるようになる。近距離戦、乙女アタックではランスを使用する。民と世の安寧のため榛名を求めている。
漫画版
後ろ姿でのみ登場
毛利モトナリ
声 - 能登麻美子
10図柄（CR戦国乙女3のみ）身長：163cm　好物：漬物　趣味：不明　必殺技：黒葬の舞（こくそうのまい）
物静かで物憂げな性格の武将。左手に備えた鉤爪「三魂爪（みこんそう）」を操り、舞を舞うかのようにして敵を切り裂く。この爪は毛利家に伝わる妖刀であり、それぞれに「隆元」「元春」「隆景」と銘が刻まれている。戦で散っていった者達の無念が宿るとされ、それを鎮めるために榛名を求め戦う。また同時に毛利輝元の行方を追っている。
漫画版
後ろ姿でのみ登場
長宗我部モトチカ
声 - 井上麻里奈
11図柄（CR戦国乙女3のみ）身長：158cm　好物：鯨肉　趣味：不明　必殺技：喜鬼斬山（ききざんざん）
活発でお祭り好きな体育会系。一見しっかりしていそうに見えるがおっちょこちょいな一面も。珍しいものや面白そうなことに目がなく、榛名の争奪戦にも興味本位で参加している。使用する武器は大斧。酒好きでミツヒデとは飲み友達。しかし酒乱の気があるようで、ステップアップ予告ではそれをたしなめられている場面が見られる。
漫画版
後ろ姿でのみ登場
卑弥呼
声 - 千葉紗子
身長：175cm　好物：不明　趣味：不明　必殺技：焉りと創りの祈り（おわりとはじまりのいのり）
全国制覇後登場する謎の人物。徳川イエヤスをグラマー化した姿をコンセプトに描かれている。必殺技発動時の武器は鏡。予告として登場すると大当たりの期待がかなり高いため、登場頻度はかなり低い。続編の『CR戦国乙女3』にて、彼女の闇の部分といってよいカシン居士が登場する。
漫画版
かつて「刻読の眼」を用いて世を治めた初代女王。自らのその力を勾玉「榛名」に封じて没した。特定話数にシンボル的に登場する。服装や髪型等が登場するたびに異なっている。

### CR戦国乙女3に登場するキャラクター
カシン居士
声 - 花澤香菜
身長：146cm　好物：かぼす　必殺技：滅界（めっかい）
かつて卑弥呼が榛名に封印しきれなかった闇の力が具現化した存在。強大な妖力を操る呪術師。生きる者すべてに憎しみを抱き世界を滅ぼそうと企む。
鬼灯
声 - 結城アイラ
身長：170cm　好物：不明　必殺技：不明
カシンに付き従う女忍者。紫苑の姉。沈着冷静で達観的な思考をしている。
紫苑
声 - 上坂すみれ
身長：162cm　好物：不明　必殺技：不明
鬼灯の妹で同じくカシンに付き従う。姉とは対照的に敵対する者には考えなしに突進していく性格をしている。

### CR戦国乙女〜花〜に登場するキャラクター
千リキュウ
声 - 堀江由衣
身長：160cm　好物：茶そば　必殺技：雲心月性 華嵐の舞 (うんしんげっせい はなあらしのまい)
「茶聖」の異名を持つ当代随一の茶人。常に微笑みを浮かべており、胸中は誰にも窺い知れない。何事にも動じないおっとりとした性格の持ち主で、意外にも駄洒落を好む。普段は目を閉じているが、感情が高ぶると開眼する。
小早川ヒデアキ
声 - 内田真礼
身長：151cm　好物：鍋料理　必殺技：黒葬の滅多斬（こくそうのめったぎり）
ゴスロリドレス風の和服を纏い黒髪をツインテールにした乙女。小さな兜は髪飾りのように載せているだけのチープなもの。小柄だがプロポーションは悪くない。武器はモトナリより拝領した妖刀「隆景」で、柄を刺して鎌（史実の秀秋が着用していた陣羽織に描かれた鎌がモチーフ）にしている。臆病で泣き虫であり、敵に怯えて鎌を振り回していたらいつの間にか生き残っていたらしい。行動を共にするモトナリとマサムネから稽古をつけてもらっており、その潜在能力には二人も一目を置いている。
前田トシイエ
声 - 阿澄佳奈
身長：148cm　好物：越前ガニ　必殺技：恐犬千手槍（きょうけんせんじゅそう）
ノブナガの下に仕官してきた活発な性格の少女で、ノブナガからは「犬」と呼ばれている。犬の手形を模した髪飾りを付けている。尊敬するノブナガのために働きたいという野心が強く、何かとヒデヨシをライバル視している。柄に鎖を仕込んだ二本の三叉槍（トライデント）を軽快に操り闘う。一人称は「オイラ」。
立花ドウセツ
声 - 生天目仁美
身長：163cm　好物：オリーブオイル　必殺技：黒鋼迅雷脚（くろがねじんらいきゃく）
一見すらりとした体格の美女であるが、実は南蛮で作られた絡繰人形。巧みな足技と脛部に仕込まれた刃を武器に華麗に闘う。元は松永久秀が密輸した戦闘兵器であり、ヨシテルの命を狙い二条御所を襲撃した際にソウリンと戦い破壊される。その後情報を引き出す目的でソウリンが残骸を豊後へ持ち帰り修復した。その際に記憶が一時的にリセットされたことでソウリンに仕えることになる。立場としてはお目付役であり、機械であるため歯に着せぬ発言も目立つが、お互いの事を家族同然に信頼しあっている。ドウセツという名前は道に咲くスノードロップの花のように「異国から持ち込まれて日の本で可憐に花を咲かす」という出自からソウリンが名付けた。またその見た目からソウリンとは母子と勘違いされたこともある。
足利ヨシテル
声 - 小清水亜美
身長：168cm　好物：卵かけご飯　必殺技：天剣一刀雲切（てんけんいっとうくもきり）
室町幕府十三代将軍。正義感が強く清廉潔白な性格。大太刀 鬼丸国綱を携えた凄腕の剣豪でもある。編み込まれた長い金髪と純白の鎧が特徴。長いマントやプリーツスカートなど他のキャラに比べ洋風のデザインをしている。動乱の世を収めるべく、戦ではなく話し合いで各国の武将たちを纏めようと考えている。蜘蛛が大の苦手。
パチスロでは初代機種より登場している。また『CR戦国乙女3』では覚醒ボーナス当選時に流れるムービーに登場している。

### CR戦国乙女5～10th Anniversary～に登場するキャラクター
北条ウジマサ
声 - 大地葉
身長：165cm　好物：かまぼこ　必殺技：扇華円舞刃（せんかえんぶじん）
困っている者を放っておけない世話焼きな性格で、ケンシンとシンゲンの喧嘩の仲裁役になることもしばしば。2人とは同盟以上に固い絆で結ばれた云わば“刎頚の友”。小田原の地で穏やかな日々を送っていたが、毛利輝元に捕らえられて人体実験を施されてしまい過去の記憶や人格を喪失。自身の城に幽閉され、近づく者をただ本能的に攻撃するだけの存在となってしまう。戦闘の際は左目側が割れた黒い狐の面を着用し、円月輪を2つに分けた扇で戦う。人体実験によって与えられた力が開放されると全身が青白い肌になり、頭部には角が生え、背中から六本の腕が生えた阿修羅のような姿に変貌する。

### P戦国乙女6 暁の関ヶ原に登場するキャラクター
石田ミツナリ
声 - 上坂すみれ
身長：162cm　好物：不明　必殺技：紫影・瘴煉殺（しえい・しょうれんさつ）
正体はカシンの手先であった紫苑。乙女たちにカシンが倒され、自身もドウセツ、トシイエと戦い致命傷を受け、彷徨っていたところを毛利輝元に拾われ人体実験を施された。実験の影響で記憶を失うが、新たな名前と使命を得て輝元の手先として暗躍する。武器は刀と左腕の籠手に仕込まれた暗器。マサムネを襲撃して深手を負わせ、ヒデアキを攫うことに成功していることから、ウジマサと同様に人体実験で戦闘力が増していることが窺える。

### パチスロ版に登場するキャラクター
松永弾正久秀
声 - 小野大輔
身長：180cm　好物：不明　必殺技：黒雷滅砕刃（こくれいめっさいじん）
かつては室町幕府の重臣として政を担っていた。ヨシテルと同じく国の行く末を憂いているが、理想を追い求める姿に業を煮やし離反。武力による国の平定を目論み、魔獣 刃頭雨流を尖兵とし各地へ侵略の手を伸ばす。
刃頭雨流（ばずーる）
体長：5.6m　好物：不明　必殺技：不明
とある呪術師が創り出した三つ首の魔獣。口から吐き出す火球と額の紋章から放つ光線で破壊の限りを尽くす。
細川ユウサイ
声 - 花澤香菜
身長：146cm　好物：不明　必殺技：滅びの雷（ほろびのいかずち）
足利将軍家に仕える宰相。優秀で忠実な家臣としてヨシテルから全幅の信頼を寄せられている。松永を倒した後も戦乱が続く中で武力による平定をヨシテルに進言。迷うヨシテルを説得（洗脳）し呪術で強大な力を与える。その真の目的はヨシテルを操り国を滅ぼすことであり、駿河・豊後に戦車隊を送り込み、自身は尾張へ赴きノブナガを扇動してヨシテルと潰し合いをさせようと画策する。武器は巨大な筆。描いた魔法陣から攻撃・防御の魔法を繰り出す戦い方はイエヤスによく似ている。
前鬼、後鬼（ぜんき、ごき）
体長：不明　好物：不明　必殺技：鬼岩爆（きがんばく）、鬼岩屑（きがんせつ）
かつて日本各地で暴れていた２体の鬼。ヨシテルに成敗され鬼丸国綱の力で二条御所の地下に封印されていたが、ヨシテルが武力平定を決意するのと時を同じくして何者かによって封印が解かれ人々を襲いだす。前鬼は赤い太身の2本角の姿で剛力にものを言わせた戦い方をし、後鬼は青い細身の1本角の姿で俊敏な動きで相手をかく乱する戦い方をする。
足利ヨシテル[黒]
声 - 小清水亜美
身長：168cm　好物：卵かけご飯　必殺技：極天一刀 真・雲切（きょくてんいっとう しんくもきり）
武力平定を決意したヨシテルにユウサイが呪術により力を与えた姿。両眼が碧から赤に、鎧とマントが純白から漆黒に変わっている。性格も好戦的になり戦闘力が大きく増しているが、それと同時に禁忌の力により精神と肉体が徐々に蝕まれつつある。そのことはヨシテル自身も理解しており、一刻も早く事を成すため川中島を皮切りに自ら各地の平定に乗り出す。パチスロ版では性格と見た目が変わっているだけで同一人物だが、『CR戦国乙女～花～』では元のヨシテルから分離した別の存在として現れ本物と対峙することになる。
宮本ムサシ
声 - 早見沙織
身長：163.4cm　好物：お餅　必殺技：鬼神殺（きしんさつ）
前鬼に襲われた村で一人生き残った剣士。前鬼はヨシテルの手によって退けられたが、家族や仲間を失ったことで自身の未熟さを痛感しヨシテルに師事することになる。「兼重」という刀を愛用している。ヨシテルとの修行の中で刀と鞘を同時に扱う戦法を学び（CZ：想承の刻でその様子が見られる）、後にヨシテルから託された鬼丸国綱を手にしたことで本格的に二刀流で戦うようになる。木彫りで動物の彫刻を作るのが趣味。
山本カンスケ
声- 日高里菜
身長：141cm　好物：きのこ類　必殺技：一心貫兜弾(いっしんかんとうだん)
知略に優れ若くして武田軍の軍師となる。シンゲンのことを強く慕っていて、シンゲンの日常を密かに記録しているシンゲンオタク。武器である鉄砲の他、爆弾の扱いに慣れており、火薬にも精通している。普段は大人にみられたいためクールを装って、ツンっとしているが、シンゲンが誰かと楽しそうに話していたりすると、むくれたりと子供っぽい一面もある。

### 漫画版オリジナルキャラクター
足利義昭
声 - 長谷川静香
身長：130cm　好物：不明
足利将軍家の血をひく10歳の少年。その健気さと可愛さで（本人に自覚はないが）ミツヒデの心を捉えている。基本的に漫画版のキャラクターだが、パチンコ・パチスロ版のミツヒデのカットインにも登場している。『パチスロ版2』ではストーリーに深く関わっており、ヨシテルが武力平定を決意するきっかけも「民を、そして弟を守りたい」と想うが故となっている。
毛利輝元
声 - 成田剣
身長：不明　好物：不明
足利義昭の側近で同僚のミツヒデからも信頼されている。パチンコ版では『CR戦国乙女２』の頃からモトナリとミツヒデのセリフの中に名前が出ていたが、本編に登場したのは『CR戦国乙女5』が初。穏やかな雰囲気の美形中年男性だが、その正体は榛名の力を狙い暗躍する闇の一族の者。ムラサメがヒデヨシの村を襲い両親を手にかけたのも輝元の命令によるものだった。榛名の力を使い本能寺でノブナガと相対するが、力を制御できずに敗れ逃走する。榛名を完全に我が物とするために時間稼ぎとしてカシンを利用し、さらにカシンが乙女たちに敗れるとウジマサを使い足止めを図ろうとする。

## 演出
※機種スペック略称
- 1共通 - CR戦国乙女（2スペック共通）
- 1ミドル - CR戦国乙女M9AX
- 1甘デジ - CRA戦国乙女9AX
- 2共通 - CR戦国乙女2（2スペック共通）
- 2ミドル - CR戦国乙女2 M9AX
- 2甘デジ - CRA戦国乙女2 9AX

### モード
通常画面（1共通）
通常時の画面は、液晶右上部に文字表記がない。5つの場面を図柄回転開始のタイミングで不定期に変化する。なお、この背景変化は後述する戦国モード、および乙女モードでも同様に変化する。
通常画面（2共通）
常に動き回る4つの場面を不定期に発生するステージチェンジ予告の1枚絵が出るのを契機に変化する。なお、この背景変化は後述するチャンスタイムでも同様に変化する。
新武将参戦モード（2共通）
ステージチェンジ予告の1枚絵が新武将3人組であった場合に突入するモード。まれに先読みを伴って突入することがある。
乙女アタック（1甘デジ）
通常モードあるいはときめきモードでの5Rによる大当たり終了後に移行する確変状態のモード。電サポは作動しない。
8人の戦国乙女が図柄の番号順に敵武将と対決する。敵武将を倒せば大当たりとなる。倒せなかった場合は確変終了と同時にときめきモードへ移行する。
乙女アタック（2甘デジ）
通常モードあるいはときめきモードでの5Rによる大当たり終了後に移行する確変状態のモード。電サポが作動する。
原則的に8人の戦国乙女が図柄の番号順に敵武将と対決するが、まれに新武将の誰かが対決に参加することがある。敵武将を倒せば大当たりとなる。倒せなかった場合は確変終了と同時にときめきモードへ移行する。
乙女アタック（8回転+1回転）→どきどきチャンス（9回転+1回転）→出陣準備モード（9回転+1回転）（2ミドル）
通常時において数字図柄で大当たりした場合に突入する電サポがつくモード。確変状態かどうかは画面から知ることはできない。3つのモードがあり、襖の開閉を境にしてモード移行する。各モード間の移行時に電サポが終わる可能性がある（ただし電サポが終わっても潜伏確変になる場合もある）。内部で確変状態になっている場合はモード途中に天下統一ロードへ突入することがある。ただし、大当たりを引き当てた場合は保留を減らすことなく天下統一ロードに一度突入してから天下統一ロード内でリーチがかかる。
戦国モード（1ミドル）
確率変動（確変）が確定しているモード。液晶右上部に「戦国モード」と赤い文字で表示される。残り回数は表示されない。
突入条件は次のいずれかになる。
1. 1,3,5,7による大当たり
2. 大当たり中に「戦国モード突入」告知が発生する
3. 「乙女モード突入」を一度見せた直後に「戦国モード突入」告知が発生する
4. 合戦モードでの大当たりの演出で敵武将に勝利する
5. 合戦モードでの大当たりの演出で敵武将に敗北するも継続示唆の演出が入る

戦国モード（1甘デジ）
確率変動（確変）が確定しているモード。液晶右上部に「戦国モード」と赤い文字で表示される。残り回数は表示されないが、8回転までに限定される。
突入条件は次のいずれかになる。
1. 乙女アタックで勝利する（大当たりする）
2. 戦国モードまたは乙女モードでの大当たり
3. 滞在モードを問わず15Rでの大当たり

天下統一ロード（2ミドル）
確率変動（確変）が確定しているモード。次の大当たりが出るまで続く。突入条件は次のいずれかになる。
1. 電サポ動作中に確変を引き当てる
2. 「天下統一」図柄で大当たりする
3. 潜伏確変で2R確変を引き当てる

天下統一図柄で大当たりすることができれば15Rの確変と共に相手武将の領地を占領することができる。自陣も含め14箇所を占領し、かつ卑弥呼を撃破できれば以後天下泰平モードへ移行する。相手武将に攻撃をかわされると乙女BONUSとなり、実質5Rの確変となる場合がある（昇格して確変15Rになる場合があり、この場合は相手領地も占領できる）。図柄に対応した乙女リーチで大当たり（通常図柄での大当たり）した場合は飛竜乗雲モードへ移行する場合がある（昇格して天下統一ロードが継続する場合がある）。
天下泰平モード（2ミドル）
天下統一ロードで全ての領地を制圧し、天下統一することに成功した場合に突入するプレミアムモード。背景が異なる場合を除いて挙動そのものは天下統一ロードと同じである。
天下統一ロード（2甘デジ）
2連目以降の大当たり後または15R大当たり後に8回転限定の確率変動（確変）が確定しているモード。通常のリーチアクションの他、図柄が「天下統一」に変化して武将対決のリーチとなる可能性がある。2ミドルと異なり、天下統一を目指すことがほぼ不可能になっている。
乙女モード（1ミドル）
いわゆる時短。液晶右上部に「乙女モード」と緑の文字で表示されるとともに、残り回数も併せて表示される。
2,4,6,8各図柄で大当たりし、かつ大当たり中に「戦国モード突入」告知がなかった場合、または合戦モードの大当たり中の演出で敵武将に負けたまま大当たり終了した場合に突入するモード。平時は電サポつき100回の時短になる。100回転回しても大当たりが出なかった場合は液晶右上の「乙女モード」表示が消滅し、通常モードへ移行する。ただし、潜伏していた場合は101回転目開始時に次の2つのいずれかの動作が発生する。
1. 見かけ上、乙女モードが持続され、電サポ動作も継続される。この時「乙女モード」表示は残るが残り回数は表示されない
2. 剣役物が動作すると同時に液晶右上の表記が「戦国モード」に変化する

乙女モード（1甘デジ）・チャンスタイム（2甘デジ）
いわゆる時短。液晶右上部にその旨表示されるとともに、残り回数も併せて表示される。
戦国モード・天下統一ロード中に8回転しても大当たりが出なかった場合に自動的に突入するモード。92回転まで滞在する。92回転回しても大当たりが出なかったら、ときめきモードへ移行する。
飛竜乗雲モード（2ミドル）
天下統一ロード中の大当たりで確変にならなかった場合に移行する70回転の時短。天下統一図柄で大当たりすれば相手陣地を占領することができる。
ときめきモード（1共通）
ミドルでは小当たりまたは2R確変の当選時に移行する。通常モード中に扇子予告からSDキャラが飛び出して来る演出が発生する。契機が2R確変当たりの場合は潜伏確変となる。
甘デジでは乙女アタックまたは乙女モード終了後に移行するので常に通常状態になる。
いずれも、このモード中は図柄の戦国乙女がSDキャラに変化する。ときめきモード突入後16回転目以降のリーチでハズレた後に通常画面へ戻る。
ときめきモード（2共通）
飛竜乗雲モード・チャンスタイム終了後に移行する通常状態の演出になっている他、新たに保留先読み演出として通常時から突入することもある。
オウガイ城潜入モード（2ミドル）
通常時の小当たりか2R確変の当選、または乙女アタック、どきどきチャンス、出陣準備モード抜け後に移行するモード。電サポがつかず潜伏確変の可能性があるが、この場合でもモードが抜けて通常モードへ移行しても潜伏確変の状態は変化することがない。このモード中に新たにオウガイ城潜入モードに当選すると新武将による乙女アタックが発生する。
合戦モード（1ミドル）
特定条件で2R確変を当てた場合に突入する。このモード中は図柄がモード専用のものに変化する。大当たりした時点では図柄による信頼度の差別はあれど、確変/時短の区別は解らない。大当たり中に発生する敵将との対決演出の勝敗で結果がわかる。このモードで大当たりした場合は後述の楽曲は適用されず、専用のBGMが流れる。
突入条件は次の通りで、いずれも2R確変を当てた時に発生する演出となる。
1. 潜伏を含む確変中に2R確変を当てた場合
2. SDキャラ登場による右図柄の再回転後に図柄がそろわなかった場合（全回転演出による大当たりになる場合もある）
3. 榛名リーチ演出でハズレ目を見せた後に演出が続いた場合（図柄が戻って大当たりになる場合もある）

## 使用曲
CR戦国乙女
- 「戦国乙女」 作詞：milktub  作曲：宮崎京一  編曲：ms-jacky・宮崎京一  歌：徳川イエヤス（千葉紗子）

- 確変大当たり時（CRA戦国乙女9AX：2〜4連チャン目）
- 「見果てぬ夢」 作詞：HERO-β  作曲・編曲：野田収  歌：織田ノブナガ（田村ゆかり）

- 通常大当たり時（CRA戦国乙女9AX：初当たり）
- 「ぷれぜんと」 作詞：中原涼  作曲・編曲：清水永之  歌：徳川イエヤス（千葉紗子）

- ときめきモード中の大当たり時
- 「剣戟乱舞」 作詞：milktub  作曲：斉藤悠弥  編曲：ms-jackey・斉藤悠弥  歌：織田ノブナガ（田村ゆかり）

- 5連チャン以上の大当たり時
CR戦国乙女2
- 「百花繚乱」 作詞：milktub  作曲：宮崎京一・水城新人  編曲：musik  歌：大友ソウリン（加藤英美里）
- 「乙女Rising」 作詞：斎木蔵葉  作曲・編曲：清水永之  歌：長宗我部モトチカ（井上麻里奈）
- 「虹の架け橋」 作詞：アキレスKEN  作曲・編曲：森藤晶司  歌：毛利モトナリ（能登麻美子）・長宗我部モトチカ（井上麻里奈）・大友ソウリン（加藤英美里）
- 「トキメキ一途〜CHERRY MY LOVE」 作詞：斎木蔵葉  作曲・編曲：清水永之  歌：今川ヨシモト（山本麻里安）
- 「茜さす契り」 作詞：斎木蔵葉  作曲：斉藤悠弥  編曲：斉藤悠弥・田中俊裕  歌：毛利モトナリ（能登麻美子）

※この他『CR戦国乙女』の使用曲も使われている（歌はすべて徳川イエヤス（千葉紗子）となっている）。
CR戦国乙女3
- 「乱～Run～」 作詞・作曲：Integral Clover  編曲：Integral Clover・宮崎京一・清水永之  歌：カシン居士（花澤香菜）・鬼灯（結城アイラ）・紫苑（上坂すみれ）
- 「君がいた風に」 作詞：相良心  作曲・編曲：宮崎京一  歌：徳川イエヤス（千葉紗子）・今川ヨシモト（山本麻里安）・大友ソウリン（加藤英美里）・毛利モトナリ（能登麻美子）・長宗我部モトチカ（井上麻里奈）
- 「我が覇道」 作詞：milktub  作曲・編曲：清水永之  歌：室生オウガイ（長谷川静香）・斉藤ムラサメ（結城アイラ）・相田コタロウ（野村香菜子）

※大当たり時に選べる楽曲にはアニメ「戦国乙女〜桃色パラドックス〜」の主題歌「陽炎-kagerou-」も収録されている。
パチスロ戦国乙女～剣戟に舞う白き剣聖～
- 「INORI～聖なる想い～」 作詞：葉月ゆら  作曲：森 慎太郎  編曲：斎藤悠弥  歌：足利ヨシテル（小清水亜美）

パチスロ戦国乙女～剣戟に舞う白き剣聖～西国参戦編
- 「乙女ハ強ク麗シク」 作詞・作曲・編曲：堀江晶太  歌：大友ソウリン（加藤英美里）・毛利モトナリ（能登麻美子）・長宗我部モトチカ（井上麻里奈）

パチスロ戦国乙女２～深淵に輝く気高き将星～
- 「IDEALIST」 作詞・作曲・編曲：堀江晶太  歌：足利ヨシテル（小清水亜美）
- 「闘志の華」 作詞：葉月ゆら  作曲・編曲：森慎太郎  歌：大友ソウリン（加藤英美里）・立花ドウセツ（生天目仁美）

CR戦国乙女～花～
- 「天に舞う花の如く」 作詞・作曲：Yo-Hey　編曲：宮崎京一　歌：千リキュウ（堀江由衣）・前田トシイエ（阿澄佳奈）・小早川ヒデアキ（内田真礼）
- 「Light My Way」 作詞：石野彩未　作曲・編曲：kAi　歌：足利ヨシテル（小清水亜美）・大友ソウリン（加藤英美里）・立花ドウセツ（生天目仁美）
- 「唄エヤ踊レ夢宴」 作詞：相良 心　作曲：宮崎京一・石井真之　編曲：宮崎京一　歌：織田ノブナガ（田村ゆかり）・豊臣ヒデヨシ（新名彩乃）・前田トシイエ（阿澄佳奈）
- 「もっと、ずっと、ぎゅっと」 作詞：宮崎京一・相良 心　作曲・編曲：清水永之　歌：徳川イエヤス（千葉紗子）・今川ヨシモト（山本麻里安）・千リキュウ（堀江由衣）
- 「暁」 作詞・作曲：出口 遼　編曲：飯田涼太・出口 遼　歌：伊達マサムネ（中原麻衣）・毛利モトナリ（能登麻美子）・小早川ヒデアキ（内田真礼）
- 「純白リスタ」 作詞・作曲・編曲：jina　歌：斉藤ムラサメ（結城アイラ）
- 「キラリ☆乙女心」 作詞：相良 心　作曲：sherry　編曲：Shade　歌：今川ヨシモト（山本麻里安）

パチスロ戦国乙女 Type-A
- 「闇灯篭」 作詞：葉月ゆら　作曲・編曲：森慎太郎　歌：細川ユウサイ（花澤香菜）
- 「TOUGH&CUTE!!」 作詞：分島花音　作曲・編曲：堀江晶太　歌：徳川イエヤス（千葉紗子）・今川ヨシモト（山本麻里安）・大友ソウリン（加藤英美里）・毛利モトナリ（能登麻美子）・長宗我部モトチカ（井上麻里奈）
- 「色褪せない Starry Sky」 作詞・作曲・編曲：堀江晶太  歌：徳川イエヤス（千葉紗子）・今川ヨシモト（山本麻里安）

CR戦国乙女5～10th Anniversary～
- 「日本晴レ」 作詞・作曲：出口遼　編曲：飯田涼太　歌：豊臣ヒデヨシ（新名彩乃）・徳川イエヤス（千葉紗子）・織田ノブナガ（小松未可子）
- 「10回目のありがとう」 作詞：相良心　作曲：足土貴英　編曲：長田真之・宮崎京一・足土貴英　歌：豊臣ヒデヨシ（新名彩乃）・上杉ケンシン（植田佳奈）・徳川イエヤス（千葉紗子）・今川ヨシモト（山本麻里安）・武田シンゲン（高橋美佳子）・伊達マサムネ（中原麻衣）・織田ノブナガ（小松未可子）・明智ミツヒデ（釘宮理恵）
- 「Re:剣戟乱舞」 作詞：milktub　作曲：斉藤悠弥　編曲：ms-jackey・斉藤悠弥　歌：徳川イエヤス（千葉紗子）・織田ノブナガ（小松未可子）
- 「絆詩」 作詞・作曲・編曲：Yo-Hey　歌：北条ウジマサ（大地葉）

※織田ノブナガの声優変更に伴い、上記以外の楽曲も田村ゆかりから小松未可子へ変更されている。

## スペック
いずれもメーカー発表値。

### CR戦国乙女
CR戦国乙女M9AX
- 大当たり確率 - 1/299.25（高確率：1/33.51）
- 大当たり - 15ラウンド9カウントまたは2ラウンド0カウント
- 賞球 - 3&10&13
- 確変突入率 - 60%
- 確変図柄 - 1、3、5、7
- チャンス図柄 - 2、4、6、8
- 出玉 - 1570個（15ラウンド時）
- 高確率状態での通常大当たり終了後100回転の時短

※ 確変大当たりのうち25%（ヘソから）、5%（電チューから）は2R確変となる。なお本機ではヘソ・電チューを問わず保留は入賞順に消化する。
CRA戦国乙女9AX
- 大当たり確率 - 1/99.45（高確率：1/15.15）
- 大当たり - 5ラウンド9カウント（97%）または15ラウンド9カウント（3%）
- 賞球 - 3&10&13
- 確変突入率 - 100%（8回転限定）
- 大当たり図柄 - 1、2、3、4、5、6、7、8
- 時短 - 初当り後0回、15ラウンド大当たり又は ST中、時短中の大当りで92回転
- 出玉 - 520個（5ラウンド時）または1570個（15ラウンド時）

### CR戦国乙女2
CR戦国乙女2 M9AX
- 大当たり確率 - 1/299.3 → 1/36.0
- 大当たり - 15ラウンド7カウントまたは2ラウンド0カウント 乙女BONUS当選時は実質5ラウンド7カウント
- 確変突入率 - 72%
- 確変確定図柄 - 天下統一、乙女BONUS
- チャンス図柄 - 1、2、3、4、5、6、7、8
- 賞球 - 3&10&13
- 時短 - 大当たり終了後、9 or 19 or 29回転（潜伏確変あり）or 70回転（通常確定）
- 電チュー優先消化

CRA戦国乙女2 9AX
- 大当たり確率 - 1/99.9 → 1/14.4
- 大当たり - 5ラウンド8カウント（95%）または15ラウンド8カウント（5%）
- 確変突入率 - 100%（8回転限定）
- 大当たり図柄 - 1、2、3、4、5、6、7、8、天下統一
- 賞球 - 3&10&13
- 時短 - 初当り5R後8回転、15R大当たり又は ST中・時短中の大当りで100回転
- 電チュー優先消化

### CR戦国乙女3〜乱〜
CR戦国乙女3 H9AY
- 大当たり確率 - 1/399.6 → 1/68.4
- 大当たり - 16ラウンド9カウントまたは4ラウンド9カウント
- 確変突入率 - 100%（100回転限定）
- 大当たり図柄 - 1、2、3、4、5、6、7、8、9、10、11
- 特殊図柄 - 乱舞BONUS、覚醒BONUS、乙女BONUS、無双BONUS
- 賞球 - 3&2&10&14
- 時短 - なし
- 電チュー優先消化

CR戦国乙女3 M9AY
- 大当たり確率 - 1/299.2 → 1/78.9

その他の要素は『CR戦国乙女3 H9AY』と同じ。
CRA戦国乙女3 9AW1
- 大当たり確率 - 1/99.9 → 1/19.33
- 大当たり - 5ラウンド8カウント（95%）または16ラウンド8カウント（5%）
- 確変突入率 - 100%（11回転限定）
- 大当たり図柄 - 1、2、3、4、5、6、7、8、9、10、11
- 特殊図柄 - 乱舞BONUS
- 賞球 - 3&2&10&12
- 時短 - 初当り5R後11回転、16R大当たり又は ST中・時短中・電チュー保留消化の大当りで100回転
- 電チュー優先消化

### CR戦国乙女～花～
CR戦国乙女4 H1BY8
- 大当たり確率 - 1/319.7 → 1/49.5
- 特図1大当たり(ヘソ) - 下16ラウンド・上7ラウンド・7ラウンド(出玉無し)・4ラウンド(出玉無し)
- 特図2大当たり(電チュー) - 下16ラウンド・上16ラウンド・上13ラウンド・上10ラウンド・上7ラウンド
- 確変突入率 - 65%
- 大当たり図柄 - 1、2、3、4、5、6、7、8、乙女（特殊図柄）
- 賞球 - 4&1&14
- 時短 - 100回転
- 電チュー優先消化

※大当たり欄の「上or下」はアタッカー、上アタッカーは7カウント・下アタッカーは9カウント
CR戦国乙女4 9BU
- 大当たり確率 - 1/99.9 → 1/39.9
- 特図1大当たり(ヘソ) - 下15ラウンド・上6ラウンド・上2ラウンド(出玉有り)
- 特図2大当たり(電チュー) - 下15ラウンド・上6ラウンド
- 確変突入率 - 100%（28回転限定）
- 賞球 - 4&1&10
- 時短 - 初回6Rは24回転、初回2Rは無し、15R大当たり又はST中・時短中・電チュー保留消化の大当りで100回転

その他の要素は『CR戦国乙女4 H1BY8』と同じ。

### CR戦国乙女5～10th Anniversary～
CR戦国乙女5 H1BZ1
- 大当たり確率 - 1/319.7 → 1/124.5
- 特図1大当たり(ヘソ) - 7ラウンド・2ラウンド(出玉有り)
- 特図2大当たり(電チュー) - 16ラウンド・7ラウンド
- 確変突入率 - 50% → 80%（200回転限定）
- 確変継続率 - ST継続率約80%と確変率80%で約64%
- 大当たり図柄 - 1、2、3、4、5、6、7、8
- 特殊図柄 - 小田原征伐RUSH
- 賞球 - 4&1&4&15
- 時短 - 通常大当たり時100回転
- 電チュー優先消化

## ゲーム

### 戦国乙女〜LEGEND BATTLE〜
2016年8月にプラネットGから発売された、PlayStation Vita用ゲームソフト。
主題歌 「天に舞う花の如く」※パチンコCR 戦国乙女～花～の主題歌にもなっている。

### 戦国乙女〜天下無敵の乙女バトル〜
2016年のモバイルゲーム。

## 漫画

### 百花繚乱 戦国乙女 -榛名伝承編-
『電撃大王』（アスキー・メディアワークス）2009年3月号より2012年3月号にかけて連載。漫画はしなのゆら、脚本・キャラクターデザインは白組が担当。
- 第1巻 2009年12月18日初版発行 ISBN 978-4-04-868299-2
- 第2巻 2010年10月27日初版発行 ISBN 978-4-04-868991-5
- 第3巻 2012年3月27日初版発行 ISBN 978-4-04-886491-6

### 百花繚乱 戦国乙女 -カラクリ騒動編-
戦国乙女10周年特別企画として『電撃大王』2018年9月号より2019年2月号にかけて連載。原作は平和、脚本構成は白組、ネーム構成は七桃りお、漫画は八幡が担当。
- 第1巻 2019年3月27日初版発行 ISBN 978-4-04-912419-4